# Green Rally dei Laghi
Il Green Rally dei Laghi Orta, Maggiore e VCO è stata una competizione automobilistica riservata a veicoli alimentati tramite fonti di energia alternativa, inserita fino al 2009 nel programma del Campionato del mondo FIA energie alternative.

## Albo d'oro recente
| Edizione | Vincitore        |
| -------- | ---------------- |
| 2009     | Giuliano Mazzoni |